# Gobiosoma chiquita
Gobiosoma chiquita är en fiskart som först beskrevs av Oliver Peebles Jenkins och Barton Warren Evermann, 1889.  Gobiosoma chiquita ingår i släktet Gobiosoma och familjen smörbultsfiskar. IUCN kategoriserar arten globalt som livskraftig. Inga underarter finns listade i Catalogue of Life.